# Detonator
Detonatori (upaljači) su upaljači cjelokupnog eksplozivnog sredstva, punjeni inicijalnim eksplozivom. Uglavnom su građeni od bakrene, aluminijske ili kapsule od nekog polimera, te punjeni inicijalnim eksplozivom. U početku svog razvoja, za paljenje su koristili fitilj, a iako sigurniji, takvi detonatori koriste se sve rjeđe, jer ih zamjenjuju električni detonatori. 
Kemikalije koje se koriste u detonatorima spadaju u inicijalne eksplozive i koriste se u malim količinama kao poticaj daljnjim stupnjevima složenog eksplozivnog sredstva.
Kao most između inicijalnog eksploziva i sljedećeg stupnja, koristi se tzv. booster, mješavina poluosjetljivih (inicijalnih) eksploziva. Proizvode se u dosta većim količinama, za razliku od samih inicijalnih eksploziva, jer nisu toliko osjetljivi i opasni.